# 荻野吟子
荻野 吟子（おぎの ぎんこ〈戸籍上の本名：荻野ぎん〉、1851年4月4日〈嘉永4年3月3日〉 - 1913年〈大正2年〉6月23日）は、近代日本における最初の女性の医師である。女性運動家としても知られる。
なお、日本人女性初の国家資格を持った医師であるが、医術開業試験制度がなかった時代から､榎本住（1816年 - 1893年）ほか何人かの女性医師が開業していた。西洋医学を学んだ女性医師としてはシーボルトの娘・楠本イネ（1827年 - 1903年）がいる。

## 生涯・人物

### 年譜

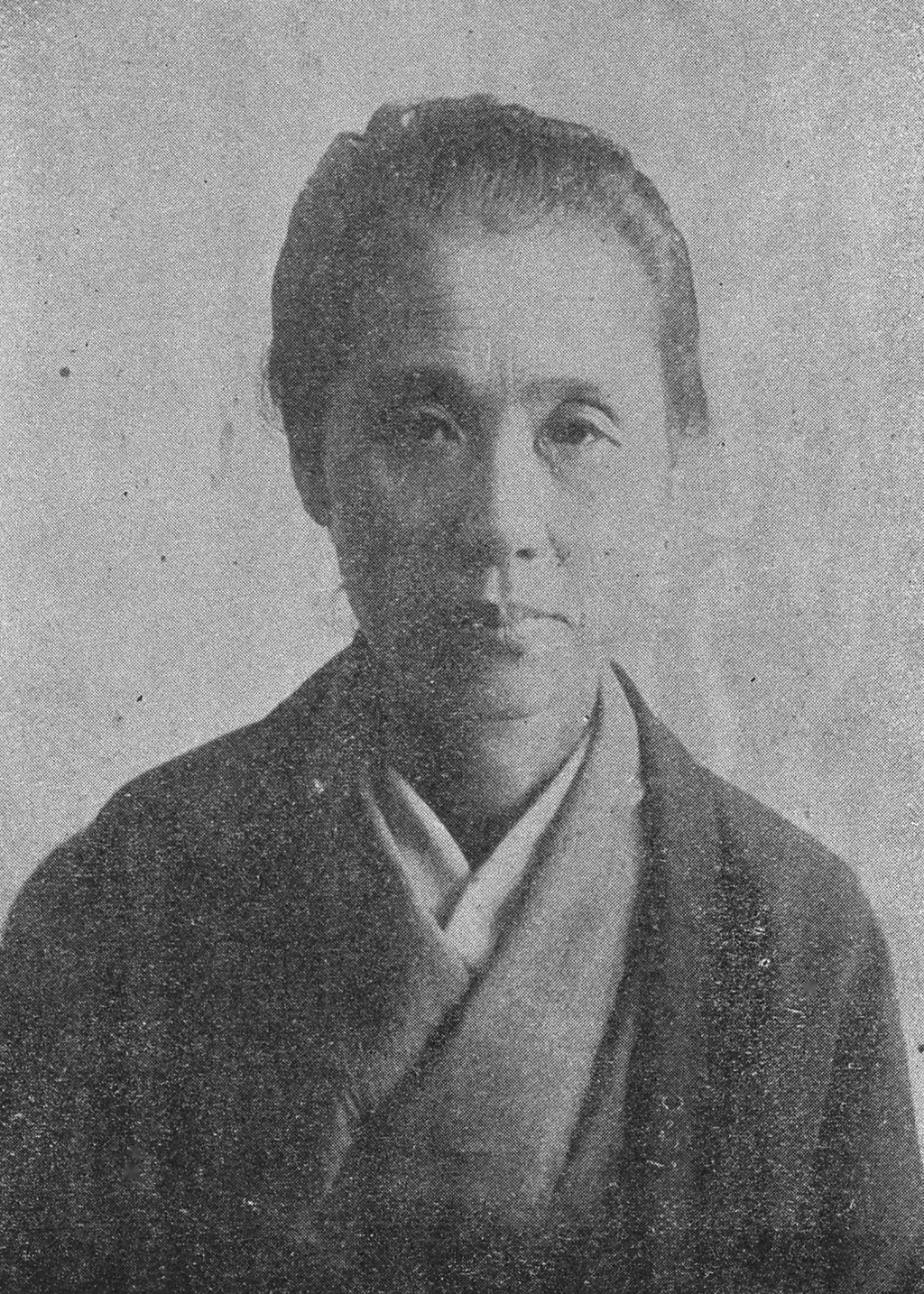
荻野吟子

- 1851年（嘉永4年） - 武蔵国幡羅郡（はたらぐん）俵瀬（たわらせ）村（現在の埼玉県熊谷市俵瀬[3][4][8]、2005年〈平成17年〉9月30日までは大里郡妻沼町大字俵瀬）に、代々苗字帯刀を許された名主の荻野綾三郎、嘉与（かよ）の五女（末娘）として生をうける[4][6][注 2]。
- 1868年（慶応4年） - 武蔵国北埼玉郡上川上村（現在の熊谷市上川上）の名主の長男稲村貫一郎と結婚[3][4][5][6][8]。
- 1870年（明治3年） - 夫からうつされた淋病がもとで離婚。上京して大学東校に入院し婦人科治療をうけるが、そのとき治療にあたった医師がすべて男性で、男性医師に下半身を晒して診察される屈辱的な体験から、女医となって同じ羞恥に苦しむ女性たちを救いたいという決意により、女医を志す[1][3][5][8][11][注 3]。
- 1873年（明治6年） - 上京し、国学者で皇漢医の井上頼圀（よりくに）に師事[2][3][4][5][11]。頼圀より後妻に望まれる[13]。
- 1874年（明治7年） - 甲府の内藤満寿子[注 4]の私塾の教師となる[3][4][5]。
- 1875年（明治8年） - 東京女子師範学校（お茶の水女子大学の前身）の一期生として入学[2][3][4][5][8]。
- 1879年（明治12年） - 首席で卒業。同学校の永井久一郎教授紹介により軍医監で子爵の石黒忠悳（ただのり）に女医の必要性を説き、石黒を介して、典薬寮出身で侍医の高階経徳が経営する下谷練塀（ねりべい）町（現在の秋葉原）の私立医学校・好寿院に特別に入学を許される[2][3][4][5][8]。男子学生に混じり様々ないじめや苦労の艱難辛苦を舐めつつ3年間で優秀な成績で修了する。しかし、かつての日本に女医は一人もおらず前例がないことにより、東京府に医術開業試験願を提出したが却下、翌年も同様であった。つづいて埼玉県にも提出したが同じ結果だった。この頃のことを、吟子は『女学雑誌』354号にこのように書いている。

この文面より吟子の万策尽きた様子が伺われるが、開業への思いは強く最後の手段として外国での資格取得も考えていたようである。
前例がないという理由で開業試験願を却下され窮地に陥っている吟子に同情した実業家の高島嘉右衛門は、井上頼圀に依頼して内務省衛生局局長、長与専斎を紹介。吟子は好寿院に入る際にいろいろの書物を捜した末『令義解』という奈良時代の書物に、日本でも古代から女医らしい者があったことを突きとめ、このことを強調し請願をした（女医 (律令制)も参照）。併せて高島嘉右衛門は、井上頼圀に依頼して、古代からの女医の史実を調査してもらい、この資料を添えて長与局長への紹介状を吟子に持たせた。吟子に依頼を受けた石黒忠悳も、責任があるので衛生局へ行き、局長に会って頼んだところ、女は困ると言われ「女が医者になってはいけないという条文があるか。無い以上は受けさせて及第すれば開業させてもよいではないか。女がいけないのなら、『女は医者になる可らず』と書き入れておくべきだ」と食いさがったそうである。こうして吟子と支援者との熱意にうたれた長与局長の計らいで「学力がある以上は、開業試験を受けることを許可して差し支えない」ということになり、1884年（明治17年）に「女医公許」が決定しようやく受験が認められる。
- 1884年（明治17年）9月 - 医術開業試験前期試験を他の女性3人と受験、吟子1人のみ合格。
- 1885年（明治18年）3月 - 後期試験を受験し合格[5]。同年5月、湯島三組町に診療所「産婦人科荻野医院」を開業[4][11]。34歳にして、近代日本初の公許女医となる。女医を志して15年が経過していた。そのときすでに父はもとより、母も前月に他界していた。吟子のことは新聞や雑誌で「女医第一号」として大きく扱われる。診療所は、繁盛し場所が手狭なため、翌年下谷に移転する[3][5]。

開業当初は第1号女医と新聞や雑誌にもてはやされ、一時は患者にあふれたものの、当時は中産階級以下の者は医者にかかることなく祈祷師や民間療法に頼る時代で、また保険医療もなく、たとえ患者として受診した者に対しても、高額になる医療費を全ての者に全部支払ってもらうことなど出来ない時代であった。その上、女性医師は信頼できないという者が多く、医業では成功しなかったとされる。しかし、女性に対して医術開業試験への門戸を開いたという意味で、荻野は重要な人物である。
- 1886年（明治19年） - 海老名弾正からキリスト教の洗礼を受ける[4]。日本キリスト教婦人矯風会にも参加し、その風俗部長に就任するとともに[1][2][5]、廃娼運動にも取り組む。
- 1888年（明治21年） - 大日本婦人衛生会幹事[2][4]。
- 1890年（明治23年）11月25日 - 40歳の時、16歳年下の同志社の学生で、新島襄から洗礼を受け敬虔なキリスト教徒だった志方之善（しかた ゆきよし）と周囲の反対を押し切り再婚する[1][2][3][4][5][8][11]。キリスト教や理想社会を求める互いの熱意に共感し合って幸せな新婚生活であったのも束の間、夫の之善はキリスト教徒の理想郷をつくるという信念から北海道へ渡る決意を吟子に告げる。
- 1891年（明治24年） 5月 - 之善は同志とともに利別原野開拓のために吟子を残し単身で渡道するが、現地の状況は厳しく冬季を前に、一旦離道した。
- 1892年（明治25年） - 之善、再び渡道し利別原野のインマヌエル（今金町）開拓をつづけた。北海道の密林と原野を開拓して理想郷を創造するというこの仕事は、実際には困難を極め、さまざまな経緯はあるが、結果的には之善の試みは挫折に終る。之善は国縫のマンガン鉱の開発にも失敗に終わることになる。
- 1894年（明治27年） 6月 - 吟子は之善のいるインマヌエル（今金町）へ渡り之善と同居する[3][4][5]。この時点では、吟子は開業をしていない。
- 1897年（明治30年）- 之善は国縫の鉱山開発に見切りをつけ、利別での伝道に専念し、吟子は海辺の瀬棚の会津町（現・本町の一部）で診療所を開業する[3][4][5]（開業地には、後に荻野吟子開業の地碑が建立された）。また、この年に之善の姉の子トミを養女とする[3][5]。
- 1903年（明治36年）- 之善は京都の同志社へ再入学し[4]相国寺に隣接する寄宿舎に移り、吟子は札幌（南1条西5丁目1番地）へ一時転住する。吟子は札幌で医院を開業する[4]。
- 1904年（明治37年）- 之善は同志社大学を卒業して牧師として北海道浦河教会に赴任した[4]。吟子は北門新報に札幌での開業広告を掲載するが、写真などは残っていない[14]。
- 1905年（明治38年）- 之善は、牧師の職を辞し、瀬棚にもどり自給伝道を志すも、病を得て9月23日瀬棚で逝去[4]。吟子はその後も3年間瀬棚で過ごし、診療をつづけた。
- 1908年（明治41年） - 帰京、本所区小梅町に医院を開業し晩年を送る[1][2][3][4][5]。
- 1913年（大正2年） - 肋膜炎（胸膜炎）にかかり[4]、ついで脳溢血[要出典]により逝去した。満62歳。墓所は東京都の雑司ヶ谷霊園[3][5]。

## 埼玉県荻野吟子賞
埼玉県では、吟子にちなんで男女共同参画の推進に顕著な功績のあった個人や団体、事業所に「埼玉県荻野吟子賞」を贈っている。これまでの受賞者は以下の通りである。
- 第1回（平成17年度）
  - 天沼裕子（指揮者、作曲者）
  - 高澤英子（藍染作家）
  - 平敷淳子（医師）
  - SWS
  - 特定非営利活動法人ふじみの国際交流センター
  - 有限会社メロード
  - 大宮予備校
  - 株式会社埼玉りそな銀行
- 第2回（平成18年度）
  - 宇津木妙子（スポーツ指導者）
  - 長島房江（人形師）
  - 矢内理絵子（女流棋士）
  - 特定非営利活動法人新座子育てネットワーク
  - 特定非営利活動法人みんなのまち草の根ネットの会
  - 医療法人社団誠弘会 池袋病院
  - 日本ピストンリング株式会社
  - 生活協同組合さいたまコープ リリヴ北本
- 第3回（平成19年度）
  - 河端静子（埼玉県障害者協議会会長）
  - 塩浦綾子（旅客自動車運送業経営）
  - 中井広恵（日本女子プロ将棋協会代表理事）
  - 樋口久子（日本女子プロゴルフ協会会長）
  - 上里町女性会議
  - 鶴ヶ島市ひまわり会
  - 特定非営利活動法人わこう子育てネットワーク
- 第4回（平成20年度）
  - 青野輝子（元タクシー運転手）
  - 木村弘子（技術士）
  - 山田香織（盆栽家）
  - 埼玉中小企業家同友会 女性経営者クラブ・ファム
  - 結木の会（林業）
  - 石坂産業株式会社（産業廃棄物処理業）
  - 医療法人慈正会 丸山記念総合病院
  - 医療法人 土屋小児病院
- 第5回（平成21年度）
  - 相原香保留（少年警察ボランティア）
  - 島田由美子（NPO法人理事長）
  - 白石光江（養豚経営者）
  - 堀内壽子（警察犬訓練士）
  - 社団法人 日本助産師会埼玉県支部熊谷地区
  - 特定非営利活動法人 ミランクラブジャパン
  - 医療法人顕正会 蓮田病院
  - 津田工業株式会社（製造業〈塗装〉）
- 第6回（平成22年度）
  - 髙崎絹子（大学教授）
  - 野村路子（作家）
  - 女性問題学習グループなの花会
  - 株式会社ヤオコー
  - 株式会社リケン 熊谷事業所
- 第7回（平成23年度）
  - 大谷貴子（元全国骨髄バンク推進連絡協議会会長）
  - 長谷川有貴（大学教員〈助教・博士（工学）〉）
  - 埼玉縣信用金庫
- 第8回（平成24年度）
  - 田部井淳子（登山家）
  - 碓井美由紀（エンジニア）
  - 金子友紀（人形師）
  - 社会福祉法人杏樹会
  - 株式会社武蔵野銀行
- 第9回（平成25年度）
  - 平間保枝（社会起業家）
  - SHIORI（フードコーディネーター）
  - 社会福祉法人熊谷福祉会
  - 株式会社コマーム
- 第10回（平成26年度）
  - 栗原慶子（林業家）
  - 貫井香織（農業者）
  - 村上暁子（酒職人）
  - 株式会社クリタエイムデリカ
  - 松坂屋建材株式会社
- 第11回（平成27年度）
  - 尾池富美子（NPO法人代表）
  - 合同会社ままのえん
  - 来栖智香子（足袋職人）
  - 鈴木美緒（介護・保育施設経営）
  - 株式会社ピックルスコーポレーション
  - 増木工業株式会社
- 第12回（平成28年度）
  - 岸田則子（元日本ラグビー協会女子委員長）
  - 高橋理子（アーティスト）
  - 廣瀬史子（エンジニア）
  - AGS株式会社
  - リコーインダストリー株式会社埼玉事業所
- 第13回（平成29年度）
  - 海老原夕美（弁護士）
  - 井原愛子（起業家）
  - 佐藤摩弥（オートレーサー）
  - 愛和グループ
  - 株式会社システムインテグレータ
- 第14回（平成30年度）
  - 吉野美幸（外科医）
  - 倉橋香衣（ウィルチェアーラグビー選手）
  - 平山真希（調教師）
  - 株式会社キャステック
  - ハスクバーナ・ゼノア株式会社
- 第15回（令和元年度）
  - 岡田麿里（脚本家、映画監督）
  - 石田七瀬（ものづくりコーディネート会社経営）
  - 吉川由美（ブランドアンバサダー）
  - 田部井建設株式会社
  - 戸田中央医科グループ
- 第16回（令和2年度）
  - 竹内舞子（国連安保理北朝鮮制裁委員会専門家パネル委員）
  - 山口絵理子（（株）マザーハウス代表兼チーフデザイナー）
  - 下山せいら（宇都宮大学リサーチアドミニストレータ）
  - 藤木和子（弁護士）
  - 株式会社ISPアカデミー
  - ケイアイスター不動産株式会社
- 第17回（令和3年度）
  - 佐藤麻里子（（有）佐藤酒造店杜氏）
  - サイタマ・レディース経営者クラブ（女性経営者異業種交流団体）
  - 山守瑠奈（京都大学フィールド科学教育研究センター瀬戸臨海実験所助教）
  - 有限会社福祉ネットワークさくら（福祉サービス事業）
  - 株式会社矢口造園

## 備考
- 女医になる前の3年間の通学は、はかま姿で高下駄を履いていた。その頃は女医は認められていないため、ヘアスタイルはショートカットで、男性と同じ髪型であった。
- 埼玉県にある「埼玉郷土かるた」には荻野吟子に関する札（お 荻野吟子/日本の女医/第一号）が存在し[17]、「めぬま郷土かるた」にも（お 荻野吟子/俵瀬生まれの/女医一号）が存在する[3]。
- 旧俵瀬村の葛和田の渡し（赤岩の渡し - 千代田町）の対岸の光恩寺に、荻野家の長屋門が「瓦葺き」（本来は藁葺き）で復元されている。

## 荻野吟子を描いた作品
- 小説 渡辺淳一『花埋み』[1]
  - テレビドラマ ポーラ名作劇場『花埋み』（1971年、NETテレビ）演：大空真弓
- NHK総合『歴史秘話ヒストリア』「あなたを助けたい 〜女医第1号 荻野吟子の恋〜」（2013年11月20日）演：笛木優子
- 映画『一粒の麦 荻野吟子の生涯』（2019年、製作・配給：現代ぷろだくしょん）演：若村麻由美
- 漫画 寺館和子『蒼く輝きて〜日本最初の女医、萩野吟子〜』（単行本：2019年 - ）[18]
- 漫画 ：埼玉県立熊谷女子高等学校漫画愛好会『女医のパイオニアは埼玉出身！荻野吟子』（2021年）[19]